# Ірфан Бакті Абу Салім
Ірфан Бакті Абу Салім (малай. Irfan Bakti Abu Salim, нар. 1 квітня 1951) — малайзійський футболіст, що грав на позиції півзахисника, а також тренер.

## Кар'єра футболіста
Ірфан Бакті у 1970-х роках грав на позиції півзахисника за клуби «Келантан» і «Армед Форсес». Також Ірфан Бакті грав у складі збірної Малайзії на Кубок Азії 1976 року в Ірані.

## Тренерська кар'єра

### Початок
Більшу частину початкової тренерської кар'єри Ірфан Бакті провів у тренувальному центрі Футбольної асоціації Малайзії «Вісма ФАМ». Спочатку він працював тренером в команді штату «Негері-Сембілан», а пізніше був головним тренером клубів «Пінанг» і «Мелака ТМФК». У 2007 році Ірфан несподівано звільнився з «Мелака ТМФК», та став головним тренером клубу «Персіпура Джаяпура». У 2008 році він повернувся до малайзійського футболу, та став головним тренером клубу «Перліс». Невдовзі тренер покинув клуб «Перліс», та перед початком сезону 2010—2011 років став головним тренером клубу «Теренггану». З 2012 року Ірфан Бакті працював головним тренером клубу «Селангор» аж до відставки в 2013 році.

### Фелда Юнайтед
У листопаді 2013 року Ірфан Бакті був представлений як новий головний тренер клубу «Фелда Юнайтед». З «Фелдою» тренер вийшов до фіналу Кубка Футбольної асоціації Малайзії 2014 року, де команда програла з рахунком 1-2 «Пахангу», пропустивши голи на останніх хвилинах матчу після того, як вела в рахунку протягом тривалого часу. «Фелда» продовжила свій успішний сезон, показавши того року хороші результати в Кубку Малайзії, здобувши перемогу над сильною командою «Джохор Дарул Тазім» з рахунком 4–3 на дощовому брудному полі, але програвши за сумою двох матчів півфінальний двобій. У чемпіонаті команда посіла друге місце, і лише команді ПДРМ вдалося завадити їй виграти другий дивізіон Малайзії.
У 2015 році «Фелда» закінчив сезон на 5 місці, та дійшла до півфіналу Кубка Малайзії.
У 2016 році «Фелда» завершила сезон, посівши друге місце, і що стало їх найкращою позицією з моменту заснування. Але Ірфан залишив команду в кінці сезону, щоб вдруге обійняти посаду головного тренера клубу «Теренггану».

### Терренгану
Ірфану було доручено повернути «Теренггану» до часів його славного минулого після того, як низка тренерів призвели до поганих результатів виступів, що призвело до вильоту команди до другого дивізіону — Прем'єр-ліги Малайзії. Найкраще досягнення команди було під керівництвом Ірфана в 2011 році, коли «Теренггану» виграв Кубок Футбольної асоціації Малайзії, вийшов до фіналу Кубка Малайзії, та зайняв друге місце в Лізі Супер. 20 жовтня 2018 року Ірфану вдалося вивести «Теренгану» у фінал Кубка Малайзії 2018 року після перемоги над фаворитом «Джохор Дарул Тазім» із загальним рахунком 3–2, але у фіналі команда програла «Пераку» в серії пенальті з рахунком 4-1.

## Титули і досягнення

### Як гравця
- Золотий кубок раджів (1):

«Келантан»: 1972

### Як тренера
- Кубок Бангабандху (1):

Молодіжна збірна Малайзії: 1997
- Володар Кубка Футбольної асоціації Малайзії (2):

«Пінанг»: 2002
«Теренггану»: 2011
- Володар Суперкубка Малайзії (2):

«Пінанг»: 2003:
«Перліс»: 2008

### Індивідуальні
- Кращий тренер Малайзії: 2011